# Skarlet
Skarlet è un personaggio della serie di videogiochi Mortal Kombat. Come armi utilizza kozuka e kunai.

## Storia
Skarlet è un personaggio nato come bug in Mortal Kombat II e reso ufficiale in Mortal Kombat 2011;
Si sa ben poco di lei, se non che è stata creata da Shao Kahn con il sangue dei suoi nemici e che è stata intrappolata nelle viscere del Regno Occulto (NetherRealm) per numerosi anni.
Nel suo finale in Mortal Kombat 2011, Skarlet uccide Shao Kahn ma, liberatasi dalla magia di Quan Chi, si rende conto dell'unico scopo dello stregone: distruggere il Regno Esterno (Outworld). Dunque, dopo aver assorbito il sangue di Shao Kahn che la rende praticamente invincibile, Skarlet si ribella a Quan Chi; le armate della Fratellanza dell'ombra, guidate dallo stregone, vengono facilmente sconfitte, e Skarlet in persona uccide Quan Chi stesso. La donna scompare poi nell'ombra, in attesa della rinascita di Shao Kahn.

## Apparizioni
- Mortal Kombat II (errore di programmazione giocabile attraverso Kitana)
- Mortal Kombat (2011) (DLC)
- Mortal Kombat X (serie a fumetti)
- Mortal Kombat 11